# Dean (Kumbria)
Dean – wieś w Anglii, w Kumbrii, w dystrykcie (unitary authority) Cumberland. Leży 45 km na południowy zachód od miasta Carlisle i 410 km na północny zachód od Londynu.